# Phare d'Old Point Comfort
Le phare d'Old Point Comfort (en anglais : Old Point Comfort Light), est un phare côtier actif situé sur le terrain de Fort Monroe dans la baie de Chesapeake près de Hampton en Virginie. C'est le deuxième phare le plus ancien de la baie et le plus ancien encore en fonction.
Il est inscrit au Registre national des lieux historiques depuis le 1er mars 1973 sous le n° 73002212 et déclaré National Historic Landmark en Virginie le 20 juin 1972.

## Historique
Les registres des aides à la navigation à Old Point Comfort datent de 1775, époque à laquelle John Dams était payé pour y maintenir une balise. Son emplacement à l'entrée de Hampton Roads en fait l'un des premiers points désignés comme phare par le nouveau gouvernement fédéral des États-Unis. Des crédits sont ouverts à partir de 1800. Le phare est construit par Elzy Burroughs (en) et mis en service en 1803. La maison de gardien n'a été construite qu'en 1823.
Lors de la guerre anglo-américaine de 1812, les forces britanniques s'emparèrent du phare lors de leur avancée sur Washington. Après la guerre, le Fort Monroe a été construit sur la pointe, situé de manière que ses murs soient à une courte distance du phare. Pendant la guerre de Sécession, il a échappé aux dommages et à l'extinction étant donné que Fort Monroe était sous le contrôle des forces de l'Union. À ce moment-là, le système original de la lampe et du réflecteur avait été remplacé par une lentille de Fresnel. Après la guerre, il a été envisagé de désactiver la lumière, le développement autour de ce point l’ayant rendu moins visible. La lumière a toutefois été conservée et un programme d'améliorations des terrains et des installations, à la fin du siècle, a abouti au remplacement de la maison du gardien par une nouvelle structure en 1891.
Une variété d'améliorations et d'innovations ont été appliquées au phare au début du XXe siècle, notamment un contrôle photoélectrique expérimental pour le signal de brouillard installé en 1936. La caractéristique a également été modifiée à plusieurs reprises. Les secteurs rouges dans le verre de la lanterne présentaient un secteur blanc jusqu'à ce que tout le signal devienne rouge clignotant.
En 1972, après l'automatisation, la maison du gardien fut transférée à l'armée américaine, qui l'utilisa comme logement pour le sergent-major du commandement de Fort Monroe jusqu'à la fermeture du fort en 2011. La lumière est toujours active.

## Description
Le phare actuel  est une tour  octogonale en grès, avec galerie et lanterne, de 17,5 m de haut. Le phare est blanc avec un liseré vert et la lanterne est verte avec un toit rouge.
Il émet, à une hauteur focale de 16,5 m, deux éclats rouges séparés de 2 secondes toutes les 12 secondes. Sa portée est de 11 milles nautiques (environ 20 km). Il possède aussi un feu à secteurs blanc au sud-est. Il est équipé d'une cloche de brouillard.

## Caractéristiques dufeu maritime
Fréquence : 12 secondes (R)
- Lumière : 2 secondes
- Obscurité : 2 secondes
- Lumière : 2 secondes
- Obscurité : 6 secondes

Identifiant : ARLHS : USA-567 ; USCG : 2-9380 ; Admiralty : J1420 .

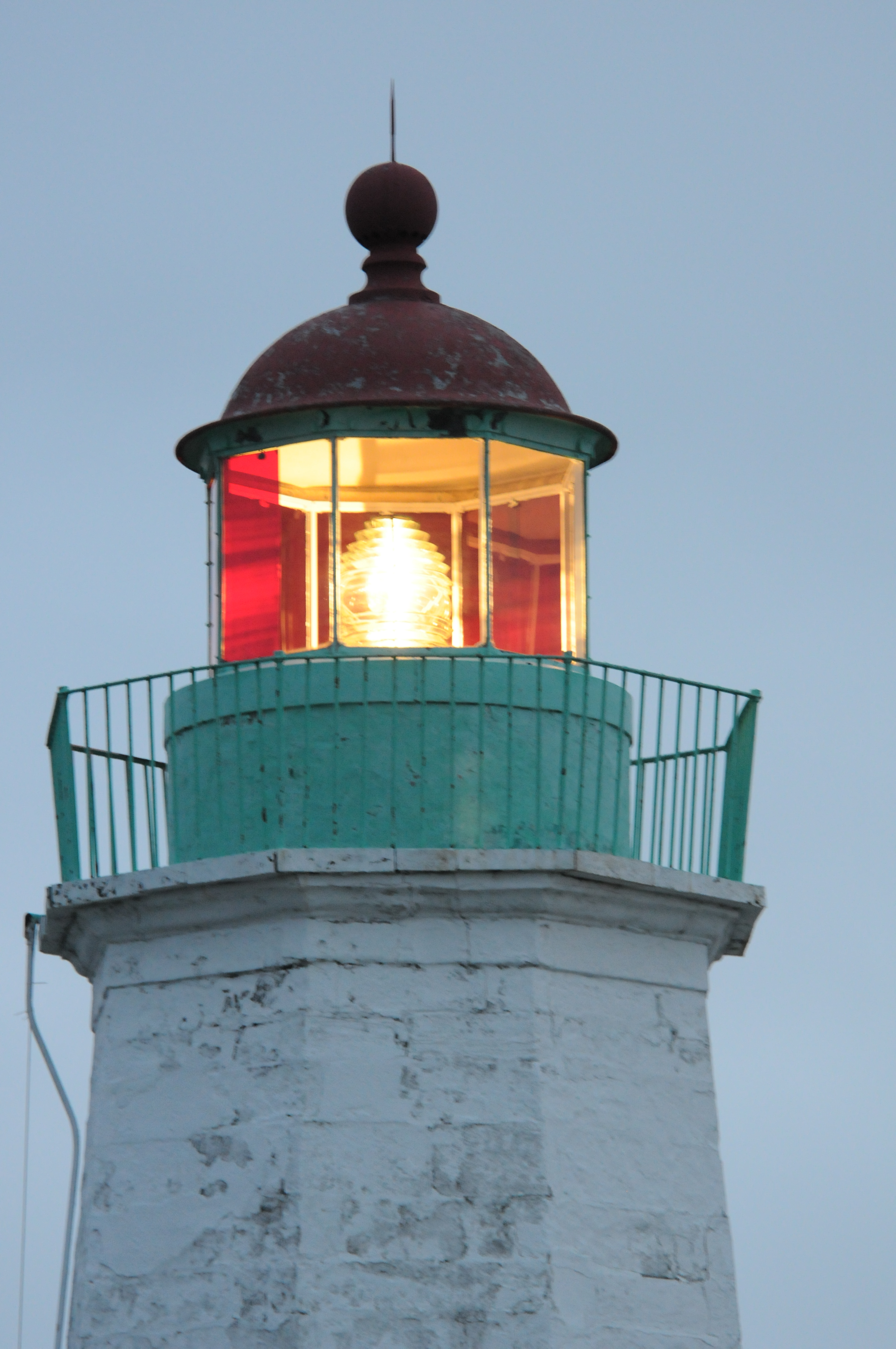
La lanterne
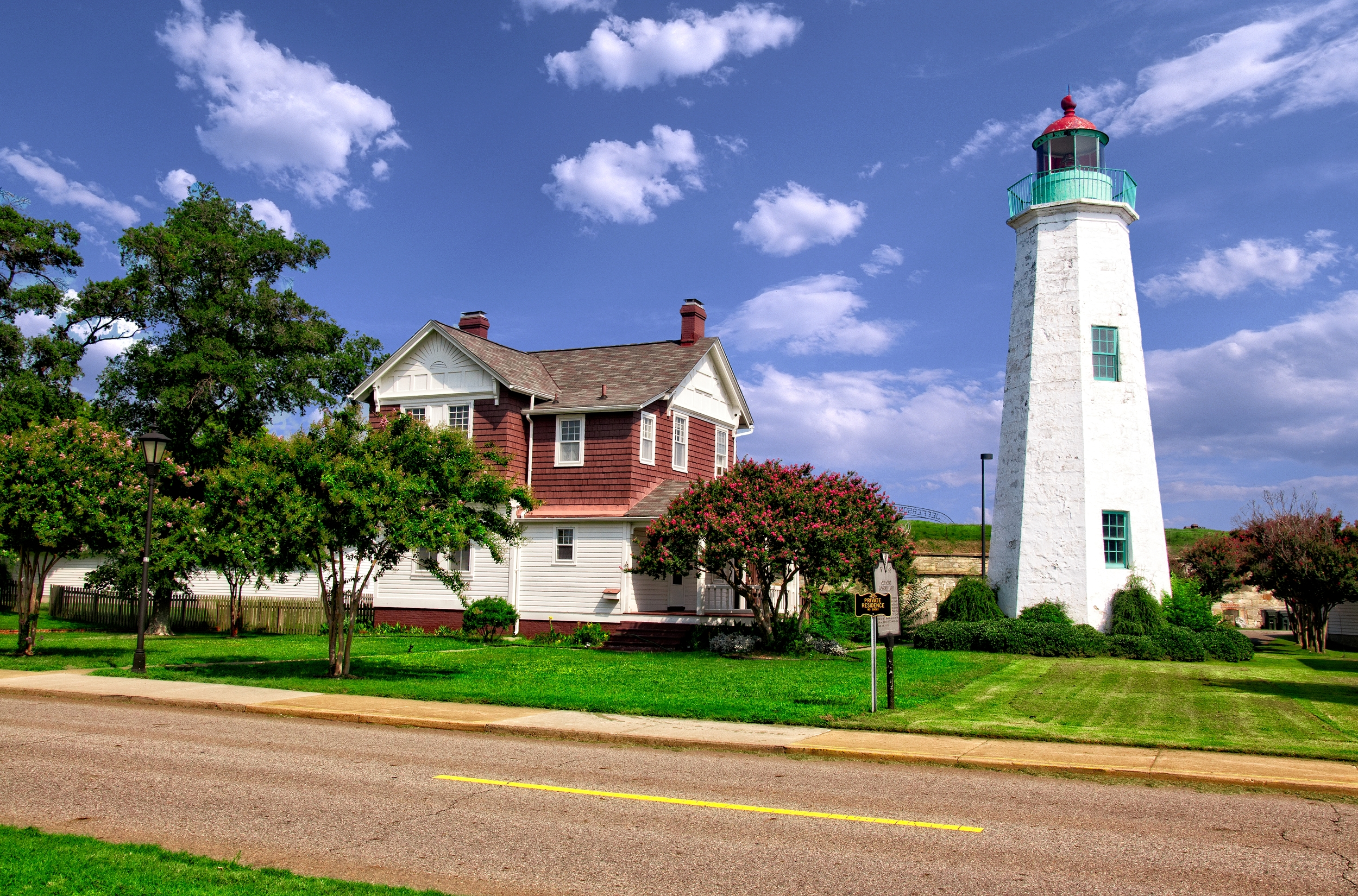
Le phare

### Lien connexe
- Liste des phares en Virginie